# Barry Maister
Barry John Maister (Christchurch, 6 juni 1948) is een voormalig hockeyer uit Nieuw-Zeeland. 
Maister vormde samen met zijn broer Selwyn jarenlang onderdeel van de Nieuw-Zeelandse hockeyploeg. Maister nam deel aan drie Olympische Zomerspelen en won tijdens zijn derde spelen in Montreal de gouden medaille.
Maister was van 2010 tot en met 2018 lid van het Internationaal Olympisch Comité.

## Erelijst
- 1968 – 7e Olympische Spelen in Mexico-stad
- 1972 – 9e Olympische Spelen in München
- 1973 - 7e Wereldkampioenschap in Amstelveen
- 1976 –  Olympische Spelen in Montreal